# Bradyidius tropicus
Bradyidius tropicus är en kräftdjursart som beskrevs av Wolfenden 1905. Bradyidius tropicus ingår i släktet Bradyidius och familjen Aetideidae. Inga underarter finns listade i Catalogue of Life.